# Ганьки
Ганьки — деревня в Устюженском районе Вологодской области.
Входит в состав Устюженского сельского поселения, с точки зрения административно-территориального деления — в Устюженский сельсовет.
Расстояние по автодороге до районного центра Устюжны — 4 км. Ближайшие населённые пункты — Устюжна, Игумново.
По переписи 2002 года население — 115 человек (54 мужчины, 61 женщина). Преобладающая национальность — русские (98 %).